# Denio
Denio é uma região censitária  e comunidade não incorporada no condado de Humboldt junto à fronteira do estado do Nevada com o de Oregon, nos Estados Unidos. Antigamente existia uma estação de correios Denio a norte da fronteira já no estado do Oregon, no atual condado de condado de Harney. A população da região censitária era de 47 habitantes, segundo o censo realizado em 2010. O desenvolvimento de Denio estende-se na linha de fronteira com o estado de Oregon. A região censitária possui uma estação de correios, uma biblioteca, o bar Diamond Inn Bar, o centro da vida social do vilarejo. As atividades recreativas na área de Denio são entre outras a pesca, a extração de opala,   coleção de rochas, caça e a visita às termas.
Denio Junction fica a cerca de 3 quilómetros a sul de Denio, na junção entre a  State Route 140 e State Route 292. O motel de Denio Junction fornece  gasolina, mercearia e alojamento. O transporte aéreo é possível através do  Aeroporto de Denio Junction.

## História
O nome da localidade deve-se a  Aaron Denio, que colonizou a área em 1885. Ele trabalhou  na extração, na mineração e em ranchos nos estados do Nevada e Califórnia durante 25 anos antes de se deslocar para junto da fronteira entre os estados do Nevada e do Oregon. Ele morreu em Denio em 1907. A estação de correios foi fundada no estado do Oregon em 1888. Após a Segunda Guerra Mundial vários negócios deslocalizaram-se para sul da linha de fronteira para tomar vantagem das leis mais liberais sobre bebidas alcoólicas e jogo. A estação de correios foi transferido e foi reaberto em 1950.

## Leituras
- Kirchmeier, Mark (16 de junho de 1979). «Denio never scared Reno, Vegas». The Oregonian